# 山田将伍
山田 将伍（やまだ しょうご、1987年5月17日 - ）は、東京都出身の舞台俳優

## 出演

### 舞台
- ぜ・つ・ぼ・う（2012年）
- カッコーの巣の上で（2012年）
- RADIO 311（2013年）
- The Elephant Man（2013年）
- グッドラック ホモサピエンス（2014年）
- The Last Song（2014年）
- The Last Words〜命の行方〜（2015年）
- The Last Song〜命の行進曲〜（2015年）
- 蝶の皇軍（2015年）
- 美 style（2016年）
- RADIO 311（2016年）

映画
太陽の蓋(2016)
三月のライオン(2017)
ドラマ
脳にスマホが埋められた(2017)
NHK連続ドラマ小説 とと姉ちゃん(2016)
NHK大河ドラマ 直虎 (2017)